# ریموند سیسیل مور
 ریموند سیسیل مور (انگلیسی: Raymond Cecil Moore؛ ۲۰ فوریهٔ ۱۸۹۲ – ۱۶ آوریل ۱۹۷۴) دیرین‌شناس اهل ایالات متحده آمریکا بود.